# Otto Lucius von Ballhausen
Otto Freiherr Lucius von Ballhausen (* 30. November 1867 auf Gut Kleinballhausen, Thüringen; † 12. Juli 1932 ebenda) war ein deutscher Verwaltungsjurist und Gutsbesitzer.

## Leben
Sein Vater war der preußische Landwirtschaftsminister Robert Lucius, der im Dreikaiserjahr 1888 als Freiherr von Ballhausen und Freiherr von Stoedten in den preußischen Adelsstand erhoben wurde. Hellmuth Freiherr Lucius von Stoedten war ein Bruder.
Otto Lucius studierte an der Kaiser-Wilhelms-Universität Straßburg und wurde 1887 Mitglied des Corps Rhenania Straßburg. Er begann seine berufliche Laufbahn nach dem bestandenen ersten Staatsexamen im Jahr 1890 als Gerichtsreferendar. Er kam 1893 als Regierungsreferendar nach Kassel, dann ins Landratsamt des Kreises Köln und schließlich zur Bezirksregierung Potsdam. Nach dem zweiten Staatsexamen wurde er 1896 Regierungsassessor und kam 1897 wieder ans Landratsamt Köln. Von 1900/1901 bis zum Oktober 1914 war er Landrat im Kreis Weißensee in der preußischen Provinz Sachsen. 
1896 reiste er nach Japan, China, Indonesien und Korea. Darüber schrieb er unter dem Pseudonym "Globetrott" den zweibändigen Reisebericht An 19. Jahrhunderts Neige in Japan, China und Java (Verlag Westermann, Braunschweig 1902).
1904 hatte Otto Freiherr Lucius von Ballhausen in Berlin Irmgard Gräfin Hue de Grais geheiratet, Tochter des Grafen Robert Hue de Grais. Das Paar hatte fünf Söhne und zwei Töchter. Die Witwe lebte bis 1970 in Schönstadt bei Marburg.
Am 10. September 1914 meldete er sich als Kriegsfreiwilliger, wurde nach seinem Abschiedsgesuch am 13. Oktober 1914 in den Ruhestand versetzt und nahm als Soldat am Ersten Weltkrieg teil. Nach Kriegsende übernahm er am 1. Oktober 1918 in Vertretung des Landrats erneut die Verwaltung des Landkreises Weißensee, wurde aber am 28. Dezember 1918 mit Wirkung von Anfang 1919 im Zuge der Novemberrevolution abgesetzt.
Lucius war Erbherr des (nach 1919 aufgelösten) Familienfideikommisses Klein Ballhausen. Nach seinem Tod ging das dann Rittergut in Form eines freien Allod-Besitzes an Ottos ältesten Sohn Johann Albrecht Lucius von Ballhausen und den jüngsten Sohn Leutnant d. R. Dietrich Lucius von Ballhausen. Als diese kinderlos gestorben waren, übernahm es der spätere Diplomat Reinhart von Lucius, der zweitälteste Sohn des Vorbesitzers. 50 Jahre nach der Enteignung, im Jahre 1996 kam es wiederum an dessen ältesten Sohn Johann Adrian von Lucius, 1947 in Berlin geboren, den älteren Bruder von Robert von Lucius. 
Der adelsrechtliche Vollname, mit der Titulatur Freiherr, erscheint nur auf Reinharts Grabstein an der Kirchenwand in Kleinballhausen und auf Todesanzeigen im Adelsblatt.